# 新加坡英属时期
海峡殖民地时期的新加坡是指1826年至1942年的新加坡史，在这一时期，新加坡连同马六甲和槟城并称为“海峡殖民地”。自1830至1867年，海峡殖民地为英属印度孟加拉管辖区的一个分区。自1867年起，海峡殖民地自成一区，直接由伦敦的殖民地部(Colonial Office)管辖。在这一时期，新加坡快速发展成为一个重要的贸易站，人口迅速增加，城市规模不断扩大。
日本在二战时期侵略新加坡，英治时期于1942年2月中止。

## 英国对新加坡的统治初期

新加坡港，攝於1860年

1819年，英国官员斯坦福·萊佛士登陆新加坡并建立一个贸易据点。一开始，荷兰反对英国在新加坡的贸易势力，认为此举有损荷兰在这一地区长期占有的优势。到1822年，荷兰已经清楚意识到英国无意放弃在新加坡的势力。
1824年的英荷协议巩固了英国在新加坡的地位，此协议规定了双方在这一地区的势力和瓜分。马六甲海峡的北面成为英国的影响势力范围，而南面则是荷兰的势力范围。这一协议对该地区有着深远影响：今日的马来西亚和新加坡受英国影响，今日的印度尼西亚受荷兰影响。1826年起，新加坡归属东印度公司管辖。

## 归属孟加拉辖区时期 (1830–1867)
1830年，海峡殖民地成为英属印度的孟加拉辖区的分区。 这一状态持续到1867年。

## 英属直辖殖民地 (1867–1942)

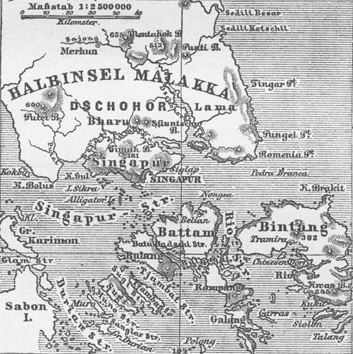
1888年 德文版的新加坡地图

随着新加坡不断发展，海峡殖民地管理当局的管理匮乏与管理不当逐渐凸现。英属印度当局对当地治理消极，对当地生活条件现状冷漠，官僚主义丛生，新法律难以通过。这些都惹恼了新加坡当地的商人群体，于是英国政府最终在1867年4月1日正式批准了新加坡成为一个英国直辖殖民地，一切事务由殖民总局而不是由英属印度管理。
作为一个英属直辖殖民地，海峡殖民地由一总督直接管理，其常驻新加坡，并由行政局和立法局协助管理。行政局和立法局尽管不是选举产生，但是当地人进入政府的比重不断扩大。

### 护华团
殖民政府颁布了许多措施来解决新加坡的当地社会问题。在毕麒麟的领导下，一个保护华人的机构在1877年建立，该机构旨在减少帮派火拼、减少妇女卖淫。1889年，总督史密斯禁止天地會或羅祖教之類的秘密组织。 

### 同盟会
1906年，由孙中山领导的旨在推翻清朝统治的同盟会在新加坡成立了分支机构。同盟会后来成为了成功发动辛亥革命并成立中华民国的几个机构之一。

### 1915年新加坡暴动
第一次世界大战（1914-1918）并未对新加坡产生直接影响，战火並未殃及东南亚。唯一的一次显著事件发生于1915年，穆斯林印度兵组织了一场暴动。该暴动形成的主要原因是当时有谣言传播，声称该地区的印度籍士兵要被送去奥斯曼帝国前线。因为奥斯曼帝国同属穆斯林，穆斯林印度兵强烈反抗。在暴动被镇压之前，他们杀死了他们的英国指挥官以及几名英国平民。

### 20-30年代的新加坡
执政新加坡32年之久的总理李光耀这样描述当年的新加坡：
“我出生在20年代的新加坡。当时人口不足以百万，大多数人生活在红树林沼泽、橡胶园、被毁损的森林中”。

### 海军基地

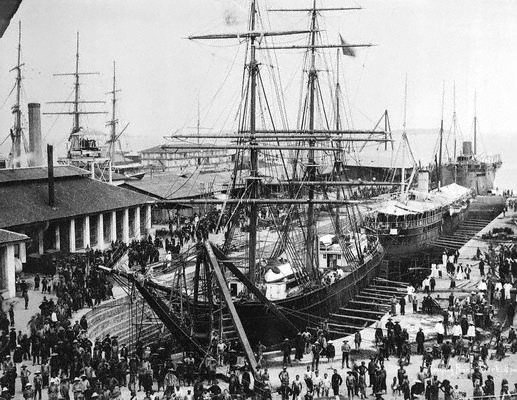
1890年代，位於丹戎巴葛的維多利亞碼頭。

一战结束以后，英国政府撤巨资在新加坡建造军港，以此作为对日本帝国日益扩张野心的震慑。原本计划于1923年投入建设，但工程进展缓慢，直至1931年日本九一八事變才正式投建，1939年才花费5亿美元巨资正式建造完成。它号称为当时世界上最大的旱塢，并能支撑整个英国海军的油耗长达六个月。丘吉尔曾称它为“东方的直布罗陀”。
極度諷刺的事情是，這個奢華的军港根本沒有艦隊駐紮。英国的艦隊大部驻扎在本土軍港，其時已无力打造另一支保护其亚洲的利益的新艦隊。英国原本的计划是让其本土舰队航行更快以防新加坡的不时之需。然而，当二战于1939年秋天爆发，本土舰队全部用于守衛英倫三島，已无暇兼顾亚洲局势。